# لامپروس چوتوس
لامپروس چوتوس (انگلیسی: Lampros Choutos؛ زادهٔ ۷ دسامبر ۱۹۷۹) بازیکن سابق فوتبال اهل یونان است که در پست مهاجم بازی می‌کرد. او در طول دوران حرفه‌ای خود، در یونان و ایتالیا بازی کرد.
وی همچنین در تیم‌های ملی فوتبال زیر ۲۱ سال یونان و یونان بازی کرده‌است.